# Cis fijianus
Cis fijianus es una especie de coleóptero de la familia Ciidae.

## Distribución geográfica
Habita en las islas Fiyi.